# Championnats du monde de VTT marathon 2003
Navigation
2004
Les championnats du monde de VTT marathon 2003 ont lieu à Lugano en Suisse le 31 août 2003. Ces premiers championnats de cross-country marathon sont organisés exceptionnellement dans le cadre des championnats du monde de VTT et de trial.

## Classements

### Hommes
| Pos | Nom                 | Pays      | Temps          |
| --- | ------------------- | --------- | -------------- |
| 1   | Thomas Frischknecht | Suisse    | 3 h 48 min 1 s |
| 2   | Bart Brentjens      | Pays-Bas  | + 1 s          |
| 3   | Carsten Bresser     | Allemagne | + 3 min 59 s   |
| 4   | Bas Peters          | Pays-Bas  | + 4 min 0 s    |
| 5   | Mauro Bettin        | Italie    | + 4 min 31 s   |
| 6   | Marzio Deho         | Italie    | + 4 min 31 s   |
| 7   | Massimo de Bertolis | Italie    | + 4 min 32 s   |
| 8   | Frédérique Frech    | France    | + 5 min 20 s   |
| 9   | Thomas Dietsch      | France    | + 7 min 45 s   |
| 10  | Sandro Spaeth       | Suisse    | + 7 min 57 s   |

### Femmes
| Pos | Nom                | Pays      | Temps          |
| --- | ------------------ | --------- | -------------- |
| 1   | Maja Włoszczowska  | Pologne   | 4 h 32 min 6 s |
| 2   | Magdalena Sadłecka | Pologne   | + 4 min 50 s   |
| 3   | Sandra Klose       | Allemagne | + 9 min 20 s   |
| 4   | Birgit Jüngst      | Allemagne | + 10 min 37 s  |
| 5   | Petra Henzi        | Suisse    | + 14 min 18 s  |
| 6   | Alexandra Hober    | Italie    | + 14 min 18 s  |
| 7   | Regina Marunde     | Allemagne | + 22 min 29 s  |
| 8   | Jaqueline Mourão   | Brésil    | + 22 min 33 s  |
| 9   | Ilona Bublová      | Tchéquie  | + 22 min 36 s  |
| 10  | Maroussia Rusca    | Suisse    | + 24 min 38 s  |